# Schlacht bei Kirdorf
Die Schlacht bei Kirdorf (Kirdorf im Hochtaunuskreis, nicht zu verwechseln mit Kirtorf westlich von Alsfeld) fand am 20. Dezember 1621 im Rahmen des Dreißigjährigen Kriegs statt, zwischen einem protestantischen Heer, geführt von Christian von Braunschweig-Wolfenbüttel, und den Truppen der Katholischen Liga, geführt von Johann Jakob von Bronckhorst-Batenburg.
Früher im Jahr 1621 hatte Christian sein Heer in Westfalen und Niedersachsen geworben. Die Schlacht war das Ergebnis seines Vorstoßes gegen den Main. Die katholischen Truppen schlugen diesen Versuch zurück. Als Folge wurde der Herzog nach Norden bis zu Amöneburg und später Waldeck abgedrängt.
In zeitlicher Nähe der Schlacht bei Höchst, am 5. Juni 1622, wurde der Ort Kirdorf (heute Ortsteil von Bad Homburg vor der Höhe) von Truppen des Herzogs Christian von Braunschweig-Wolfenbüttel niedergebrannt.